# Сыма Гуан
Сыма́ Гуа́н (кит. трад. 司馬光, упр. 司马光, пиньинь Sīmǎ Guāng, 1019—1086) — китайский историк, философ, государственный деятель.

## Биография
Сыма Гуан родился в волости Сышуй уезда Сясянь области Шаньчжоу (на территории современной провинции Шаньси) в семье крупного сановника, в 1038 получил высшую ученую степень цзиньши. Занимал высокие посты в правительстве, был членом академии Ханьлинь.

## Политическая деятельность
Сыма Гуан был идейным вождем так называемой «старой партии» (цзю дан) — группировки, противодействовавшей реформаторской «новой политике» (синь фа) Ван Аньши. 
Сыма Гуан реформировал земельные отношения в Китае. Он сумел преодолеть аграрный кризис, длившийся с VIII века, путём сдачи в аренду императорских земельных владений и разделения крупных нерентабельных частных хозяйств. С этого времени Китай стал страной мелких арендаторов.

## Философия
Главный создатель неоконфуцианства Чжу Си причислял Сыма Гуана к самым выдающимся мыслителям эпохи Северной Сун (960—1127) — «шести учителям» — наряду с Шао Юном, Чжоу Дуньи, Чэн И, Чэн Хао и Чжан Цзаем. 

## Сочинения
Основное сочинение — исторический труд «Цзы чжи тун цзянь» («Всеобщее зерцало, управлению помогающее»), написанный в соавторстве с Лю Шу, Лю Бинем и Фань Цзуюем, охватывает события с 403 до н. э. по 960 н. э. и носит назидательно-утилитарный характер. Главный философский труд — «Тай сюань чжу» ("Резюмирующий коммент. к «[Канону] Великого сокровенного», толкование на произведение Ян Сюна, 1 в. до н. э.- нач. 1 в.). Сочинения Сыма Гуана сведены в сборник «Сыма Вэньчжэн-гун цзи» («Собрание произведений Сыма — князя Культурной Правильности»), «Цзи гу лу» («Записи об учебе у древности») и др.
«Цзы чжи тун цзянь» Сыма Гуана был прокомментирован Чжу Си. Указанный труд стал образцом для последующих историков-конфуцианцев, в частности, для Ли Тао (12 в.), написавшего «Сюй Цзы чжи тун цзянь чан бянь» ("Материалы, продолжающие «Всеобщее зерцало, управлению помогающее»), Би Юаня (18 в.), редактора и составителя «Сюй цзы чжи тун цзянь» ("Продолжение «Всеобщего зерцала, управлению помогающего»), и др.

## Характеристика мировоззрения

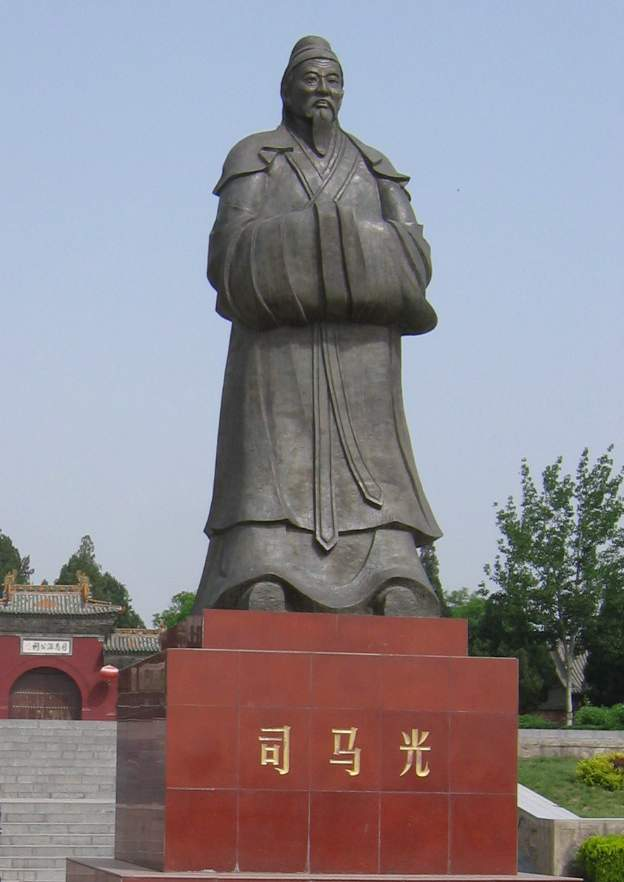
Памятник Сыме Гуану в Шаньси

Натурфилософские воззрения Сыма Гуана складывались под влиянием учения Ян Сюна. Сыма Гуан считал Небо (тянь) главным управляющим природным началом, «отцом мириад вещей», награждающим за подчинение его «предопределению» (мин [1]) и наказывающим за попытки уклониться от него («Сыма Вэнь…», цз. 74). «Небесное предопределение» (тянь мин) тождественно человеческой «[индивидуальной] природе» (син [1]), в которой смешаны добро и зло и которая не может быть изменена («Тай сюань чжу», гл. «Сюань хэн»- «Взвешивание сокровенного»). В области учения о познании Сыма Гуан основывался на толковании понятия «гэ» («различение», «выверение»), входящего в бином «гэ у» («различение [выверение] вещей», см. У [3]) из конфуцианского памятника «Да сюэ», как «защиты» (хань), «обороны» (юй) сознания от внешних вещей: это помогает выходу в сферу «чистого мышления» (цзин сы) и постижению дао; эталон мудрости — «духовное сердце» (шэнь синь, см. Шэнь [1], Синь [1]) древних «совершенномудрых» (шэн [1]) правителей. Как политический мыслитель считал необходимым постоянное нравственное совершенствование правителей и моральное воздействие на них конф. ученых. Благосостояния и спокойствия в стране древние правители достигали тем, что не изменяли законов предков. Поэтому задача приближенных — оказывать поддержку государю в делах управления, а не заниматься преобразованиями. Реформы — практич. воплощение идей «низких людей» (сяо жэнь, см. Цзюнь цзы), стремящихся к выгоде, что противоречит конфуцианскому идеалу «долга/справедливости» (и [1]). Оспаривал программу реформ Ван Аньши с позиций защиты интересов частных земельных собственников, богатых торговцев и предпринимателей. Осуждал стремление реформаторов обогатить казну без увеличения налогов, за счет крупных торговцев. Доказывал взаимозависимость зажиточных и неимущих слоев населения: «богатые дают бедным взаймы, чтобы разбогатеть, бедные берут в долг у богатых, чтобы жить… они живут, поддерживая друг друга». Исходя из этого, выступал против системы государственных ссуд.